# Haselau
Haselau er en by og en kommune i det nordlige Tyskland, beliggende i Amt Haseldorf under Kreis Pinneberg. Kreis Pinneberg ligger i den sydlige del af delstaten Slesvig-Holsten.

## Geografi
Haselau ligger 10 km syd for Elmshorn og 10 km vest for Pinneberg. Mod øst går Bundesstraße B 431 fra Wedel mod Elmshorn.
Kommunen ligger ved den nedre del af Elben, Unterelbe og Pinnau i Haseldorfer Marsken. Haselau grænser til kommunerne Hetlingen, Haseldorf, Heist og Moorrege. Ud over Haselau ligger landsbyerne Hohenhorst og Altendeich i kommunen.